# Erich Rathfelder
 Erich Rathfelder (* 30. März 1947 in Bad Berneck im Fichtelgebirge) ist ein deutscher Journalist und Autor. Er ist Autor mehrerer Bücher über die Geschichte des Balkans, Bosniens und des Kosovo.

## Leben
Rathfelder studierte 1968 bis 1975 an der Ludwig-Maximilians-Universität München und der Freien Universität Berlin die Fächer Geschichte, Politikwissenschaft und Philosophie. Er arbeitete seit 1983 bei der Berliner Tageszeitung taz. Dort war er zunächst Westeuroparedakteur, 1985 wurde er Osteuroparedakteur und war damit auch für den Balkan und Ex-Jugoslawien zuständig. Nach dem Einreiseverbot in die DDR und in andere Nichtreformstaaten des Warschauer Pakts wie Rumänien, Bulgarien und in die damalige Tschechoslowakei im Jahre 1987 war er regelmäßig als Reporter auf dem Balkan tätig. Ende der achtziger Jahre besuchte er mehrmals als Taz-Reporter Jugoslawien, vor allem Serbien und das Kosovo, Slowenien und Kroatien. Seit dem 25. Juni 1991 berichtete er über die Kriege in Slowenien und Kroatien, seit 1992 blieb er als freier Journalist in Ex-Jugoslawien und berichtete über drei Jahre lang aus dem bosnischen Krieg.
1997 berichtete er kontinuierlich aus Kosovo, wurde aber im Juni 1998 von der serbischen Regierung als unerwünschte Person erklärt und aus Serbien und damit aus Kosovo ausgewiesen. Erst nach dem NATO-Krieg im Kosovo wurde das Einreiseverbot wieder aufgehoben. Seither lebt er als freier Journalist in Sarajevo und in Split.

## Veröffentlichungen (Auswahl)
- Erich Rathfelder, Anna Stein, Klaus Vogel: „Alle oder keiner!“ Comisiones Obreras, neue Arbeiterbewegung in Spanien, Berlin: Rotbuch-Verlag  1976, (Reihe: Rotbuch Nr. 153), ISBN 3-88022-153-7.
- (Hrsg.): Krieg auf dem Balkan: Die europäische Verantwortung, Reinbek bei Hamburg: Rowohlt  1992, Reihe: rororo aktuell 13279, ISBN 3-499-13279-6.
- Sarajewo und danach: sechs Jahre Reporter im ehemaligen Jugoslawien, mit einem Nachwort von Hans Koschnick, München: Beck 1998, Beck’sche Reihe Nr. 1244, ISBN 3-406-42044-3.
- Schnittpunkt Sarajevo : Bosnien und Herzegowina zehn Jahre nach Dayton: Muslime, Orthodoxe, Katholiken und Juden bauen einen gemeinsamen Staat, Berlin: Schiler 2006, ISBN 3-89930-108-0, bosnische Ausgabe 2007.
- mit Carl Bethke (Hrsg.): Bosnien im Fokus: Die zweite politische Herausforderung des Christian Schwarz-Schilling, Berlin; Tübingen: Schiler 2010, ISBN 978-3-89930-266-0.
- Kosovo: Geschichte eines Konflikts, Berlin: Suhrkamp  2010, (Reihe: Edition Suhrkamp Nr. 2574), ISBN 978-3-518-12574-8.

## Auszeichnungen
- 2017: Journalistenpreis der Südosteuropa-Gesellschaft[3]
- 2023: Ehrenbürgerwürde der Stadt Orahovac[4]